# Danmarks runeindskrifter 98
DR 98 är en vikingatida ( efter-Jelling) runsten av granit i Øster Bjerregrav kyrka, Øster Bjerregrav socken och Randers kommun.

## Inskriften
Translitterering av runraden:
tuf(a) : r(i)--(i) : stin (:) þani : auftiʀ : tum... ¶ uar : s(i)... ¶ ...n (:) þikn : saʀ : u-... ¶ ...(u)r : tuika : hin
Normalisering till rundanska:
Tofa re[sþ]i sten þænni æftiʀ Tom[a], wær si[n, goþa]n þægn. Saʀ ... ... Twæggia Hen.
Översättning till nusvenska:
Tova reste denna sten efter Tuma, sin man, en god thegn. Han ... Tvegge Hén.
Tvegge kan vara tillnamn till Odin. Tillnamnet Hen kan syfta på bryne med mening "slö, initiativlöst".